# Nothofagus betuloides
Espèce
Classification APG II (2003)
Le hêtre de Magellan (Nothofagus betuloides) est une espèce d'arbre que l'on trouve en Patagonie chilienne et argentine.
C'est un arbre à feuilles persistantes atteignant jusqu'à 25 mètres dans son environnement naturel où il tolère des hivers froids et l'absence de chaleur en été. Pousse du niveau de la mer jusqu'à 500 mètres d'altitude. Dans sa région d'origine, il est communément appelé guindo (coigüe ou coihue au Chili).
On le trouve depuis le Sud du Chili et de l'Argentine (40 ° lat S) jusqu'à la Terre de Feu (56 ° lat S).
Il a été introduit en Écosse. Les spécimens plantés dans les Îles Féroé, qui ont été importés directement depuis la Terre de Feu, se sont révélés être très résistant au froid.
Le bois est rosâtre, dur, semi-lourd et est utilisé dans les meubles et le bâtiment.